# 奈氏粗皮陶鯰
奈氏粗皮陶鯰，為輻鰭魚綱鯰形目鼬鯰科粗皮陶鯰屬的其中一種，為熱帶淡水魚，分布於南美洲亞馬遜河流域，體長可達10.3公分，棲息在底層水域，生活習性不明。

## 扩展阅读
維基物種上的相關：奈氏粗皮陶鯰